# 齐海乡
齐海乡，是中华人民共和国河南省驻马店市上蔡县下辖的一个乡镇级行政单位。

## 行政区划
齐海乡下辖以下地区：
齐海村、牛庄村、魏桥村、李丙村、马庵村、集南村、杨庄村、阳岗村、柴冀村、班刘村、汪庄村、朱庙村和翟庄村。